# Orbiliaceae
Orbiliaceae Nannf. – rodzina grzybów workowych. W Polsce znane są gatunki należące do rodzajów Arthrobotrys, Dactylella, Dactylellina, Monacrosporium, Orbilia.

## Charakterystyka
Członkowie tej rodziny są szeroko rozpowszechnieni, ale częściej występują w regionach o klimacie umiarkowanym. Większość gatunków to grzyby saprotroficzne spotykane na drewnie w wilgotnych siedliskach. Niektóre gatunki spotykane są nawet w wodzie (grzyby wodne). Większość gatunków oprócz tego, że są saprotrofami, są także grzybami drapieżnymi, głównie nematofagicznymi, które rozwinęły szereg wyspecjalizowanych mechanizmów łapania nicieni.
Większość rodzajów znana jest tylko w postaci anamorfy typu hyphomycetes. Charakteryzują się wysokimi, bezbarwnymi konidioforami ze skupiskami zarodników konidialnych na końcu i często w kilku nabrzmiałych punktach poniżej. Konidia są bezbarwne, złożone z dwóch lub wielu komórek. Po oddzieleniu się od komórek konidiotwórczych pozostawiają widoczne blizny lub wyrostki. Wszystkie anamorfy Orbiliaceae są prawdopodobnie drapieżnikami nicieni. Do ich łapania wykorzystują pułapki ze strzępek. Są to albo lepkie gałki, albo lepkie sieci pętli lub zaciskające się na nicieniach pierścienie. Zacisk jest tak silny, że prawie przecina nicienia. Do uśmierconego zwierzęcia wrastają strzępki grzyba, które rozrastają się wewnątrz i wytwarzają konidia.
Do rodzajów tworzących teleomorfy należą np. Hyalorbilia i Orbilia. Nie tworzą one podkładek, lecz na grzybni od razu owocniki typu apotecjum o dyskoidalnym kształcie, zazwyczaj jaskrawo ubarwione lub hialinowe. Askospory małe (zwykle poniżej 10 × 1 μm), hialinowe i owalne lub elipsoidalne.

## Systematyka i nazewnictwo
Pozycja w klasyfikacji według Index Fungorum: Orbiliaceae, Orbiliales, Orbiliomycetidae, Orbiliomycetes, Pezizomycotina, Ascomycota, Fungi.
Rodzinę Arthrobotus utworzył John Axel Nannfeldt w 1836 r. Według Index Fungorum bazującego na Dictionary of the Fungi należą do niej rodzaje:
- Arthrobotrys Corda 1839
- Brachyphoris Juan Chen, L.L. Xu, B. Liu & Xing Z. Liu 2007
- Candelabrella Rifai & R.C. Cooke 1966
- Dactylella Grove 1884
- Dactylellina M. Morelet 1968
- Dicranidion Harkn. 1885
- Drechslerella Subram. 1964
- Dwayaangam Subram. 1978
- Gangliophragma Subram. 1978
- Geniculifera Rifai 1975
- Hyalorbilia Baral & G. Marson 2001
- Laridospora Nawawi 1976
- Lecophagus M.W. Dick 1990
- Liladisca Baral 2020
- Lilapila Baral & G. Marson 2020
- Orbilia Fr. 1836
- Pseudorbilia Y. Zhang bis, Z.F. Yu, Baral & K.Q. Zhang 2007
- Trinacrium Riess 1852[2].